# Matthew Wade
Pour les articles homonymes, voir Wade.
Matthew Scott Wade est un joueur de cricket international australien né le 26 décembre 1987 à Hobart en Tasmanie. Ce gardien de guichet et batteur fait ses débuts avec l'équipe de Tasmanie en 2007 mais, barré par d'autres joueurs, rejoint le Victoria la saison suivante. Il dispute son premier match avec la sélection australienne, un Twenty20, en 2011, et participe à son premier One-day International (ODI) puis à son premier test-match en 2012.

## Biographie

### Jeunesse et début de carrière

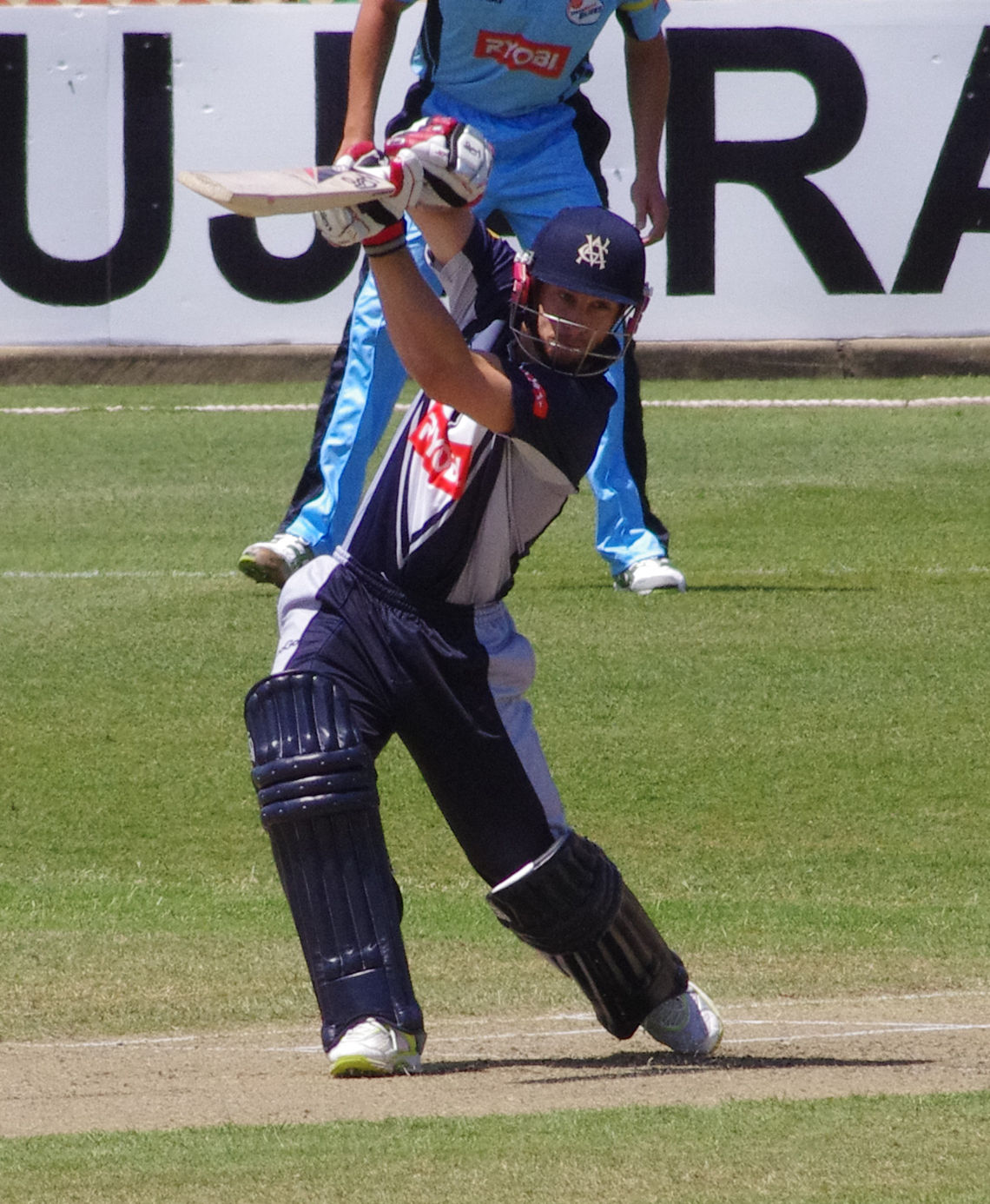
Matthew Wade à la batte sous le maillot du Victoria, 2011.

Matthew Wade naît le 26 décembre 1987 à Hobart en Tasmanie. Son père, Scott Wade, est un ancien joueur de football australien du Hawthorn Football Club dans la Victorian Football League (future Australian Football League). Il grandit à Lauderdale où il joue au cricket de manière informelle avec, entre autres, Tim Paine, lui aussi futur gardien de guichet international australien, de trois ans son aîné. Il pratique également le football australien. À 16 ans, un cancer du testicule lui est diagnostiqué. Il continue de s'entraîner dans ce deuxième sport entre deux étapes de sa chimiothérapie, et retrouve les terrains de cricket à l'issue de celle-ci. Il réussit à faire partie de l'équipe d'Australie de cricket des moins de 19 ans et, avant la saison 2006-2007, il obtient un contrat « débutant » (rookie) avec l'équipe de Tasmanie. Il ne passe qu'une seule saison dans l'effectif des « Tigers » et ne dispute qu'un match « list A », en tant que batteur. Désigné meilleur jeune joueur dans son État d'origine deux années de suite mais barré par les gardiens Sean Clingeleffer et son ami Tim Paine, il décide de rejoindre le Victoria.
Au début de la saison 2007-2008, il est préféré à Adam Crosthwaite, gardien des « Bushrangers » les deux années précédentes, faisant ainsi ses débuts en cricket « first-class » lors d'un match de Pura Cup contre l'Australie-Méridionale . Il y réussit un score de 83 courses. Il participe ainsi à neuf des dix parties de la Pura Cup, mais, malgré ses 38 éliminations derrière les piquets dans la compétition, le meilleur total de la saison, il est écarté du dernier match au profit de Crosthwaite après avoir marqué relativement peu de courses durant les rencontres précédentes. Il n'est pas non plus sur le terrain pour la finale de la compétition. Il marque son premier century en first-class cricket, exactement 100 courses, contre la Tasmanie en février 2009. Un second suit dès le match suivant, contre le Queensland. Dans ce Sheffield Shield (ancienne Pura Cup) 2008-2009, il totalise 545 courses à la moyenne de 49,54 ainsi que 57 éliminations. Ce dernier nombre est un record dans le trophée pour un gardien du Victoria. Relativement peu utilisé jusque-là en Twenty20, il profite du départ de Crosthwaite pour disputer, fin 2009, la première édition de la Ligue des champions. Lors du Sheffield Shield 2009-2010, il accumule 677 courses à la moyenne de 48,35.

### Débuts internationaux
Mi-2010, Tim Paine, deuxième dans la hierarchie des gardiens pour les sélectionneurs australiens et membre de l'équipe d'Australie A qui doit affronter le Sri Lanka A, est finalement appelé à jouer avec l'équipe nationale à la suite d'une blessure de Brad Haddin. Matthew Wade remplace alors Paine dans l'effectif. Il marque notamment 80 courses en 50 lancers au cours d'un Twenty20 face aux visiteurs. Il achève la compétition australienne de list A cricket 2010-2011 avec le deuxième meilleur total de courses. En octobre 2011, l'équipe d'Australie entame une tournée en Afrique du Sud. Brad Haddin ayant décidé de ne plus jouer de Twenty20 au niveau international, et Tim Paine s'étant blessé, c'est Matthew Wade qui hérite du poste de gardien pour les matchs dans ce format. Il dispute ainsi ses deux premières rencontres avec l'Australie contre l'Afrique du Sud. Son début de saison 2011-2012 dans le Sheffield Shield, alors qu'il a une moyenne à la batte de plus de 55 après les premières parties, convainc les sélectionneurs, en l'absence de Tim Paine, de l'appeler pour affronter la Nouvelle-Zélande avec l'Australie A.
Début 2012, il est désigné « homme du match » à l'issue d'un Twenty20 au Stadium Australia de Sydney contre l'Inde, au cours duquel il marque 72 courses. Les sélectionneurs mettent au repos Brad Haddin pour les trois premiers matchs d'un tournoi entre l'Australie, l'Inde et le Sri Lanka, permettant à Wade de disputer son premier One-day International le 5 février au Melbourne Cricket Ground contre les Indiens. Là encore, il reçoit le trophée d'homme du match pour ses 67 courses, le sixième meilleur score d'un débutant australien dans cette forme de jeu. À la suite des rencontres initiales de la compétition, les sélectionneurs le confirme dans le rôle de gardien pour la suite de l'épreuve, mettant donc Haddin à l'écart.
Mars et avril 2012 sont l'occasion d'une tournée australienne dans les Caraïbes, pour y affronter l'équipe des Indes occidentales. Deux gardiens sont appelés : Wade et Haddin. Le premier doit jouer les matchs aux formats Twenty20 et ODI, le second les trois test-matchs qui suivent. Sa fille gravement malade, Haddin doit cependant rentrer en Australie. Wade connaît alors ses premières sélections en Test cricket. Il débute à ce niveau au Kensington Oval à la Barbade. Lors du troisième et dernier test-match de la série, disputé au Windsor Park de Roseau, en Dominique, il réussit son premier century international, 106 courses dans la première manche, alors que son équipe est en difficulté. C'est le seul century marqué par un Australien au cours de toute la tournée.

### Gardien titulaire
À l'orée de la saison 2012-2013 en Australie, Wade n'a disputé ses trois premiers test-matchs que parce que Brad Haddin a dû quitter une tournée. Il est cependant confirmé en tant que titulaire du poste de gardien au détriment de son prédécesseur dans cette forme de jeu, et occupe donc le poste dans les trois formes de jeu internationales. Il inaugure ce nouveau statut au cours d'une série contre l'équipe d'Afrique du Sud en novembre et décembre dans la difficulté, avec des scores faibles à la batte, et des erreurs derrière les piquets, alors qu'Haddin s'illustre dans le même temps dans les compétitions nationales. Au WACA, Wade réussit cependant un score de 68 courses sur un total de 163 et alors que l'Australie est à la peine.

## Style de jeu

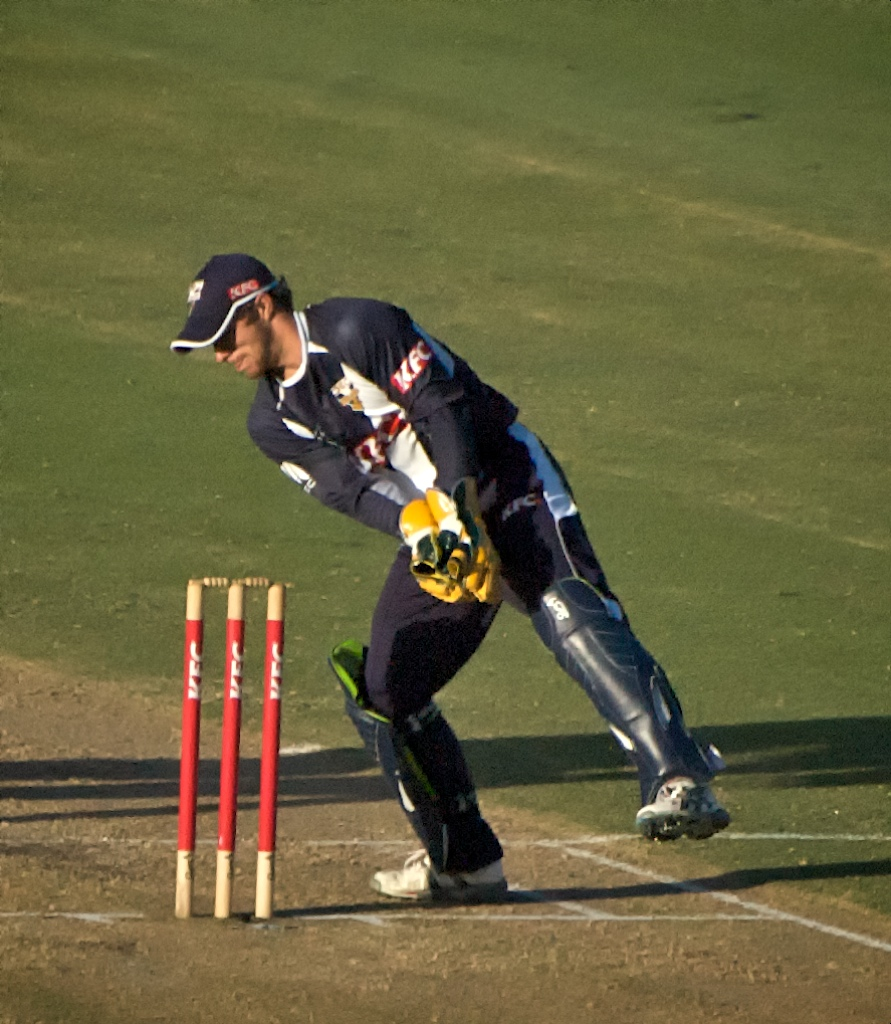
Matthew Wade sous le maillot du Victoria, en 2010.

Au début de sa carrière, les qualités de batteur de Matthew Wade sont supérieures à ses performances de gardien de guichet, qu'il améliore avec les saisons. À la batte, il se montre le plus efficace lorsque l'équipe dans laquelle il évolue est en difficulté.

## Bilan sportif

### Principales équipes
| Internationales         | Internationales | Internationales | Internationales |
| Équipe                  | Test            | ODI             | Twenty20        |
| ----------------------- | --------------- | --------------- | --------------- |
| Australie               | 2012 -          | 2012 -          | 2011 -          |
| Autres                  |                 |                 |                 |
| Équipe                  | First-class     | List A          | Twenty20        |
| Tasmanie                |                 | 2006-2007       |                 |
| Victoria                | 2007-2008 -     | 2007-2008 -     | 2008-2009 -     |
| Delhi Daredevils (Inde) |                 |                 | 2011            |
| Melbourne Stars         |                 |                 | 2011-2012 -     |

### Statistiques
Matthew Wade devient, à 24 ans, le plus jeune gardien de guichet australien à réussir un century en test-match lorsqu'il marque 106 courses en avril 2012 au Windsor Park de Roseau, en Dominique contre les Indes occidentales. Il bat le record établi à 25 ans par Rod Marsh en 1975.